# Zeepreventorium
Het Zeepreventorium is een medisch pediatrisch revalidatiecentrum voor kinderen en jongeren in de Belgische plaats Klemskerke. In het centrum worden chronische aandoeningen zoals astma, obesitas, chronischevermoeidheidssyndroom behandeld.

## Geschiedenis

### Oprichting (1917 – 1927)
Het Zeepreventorium dankt zijn ontstaan aan de familie Solvay. Ter nagedachtenis aan zijn moeder en vader Alfred Solvay, investeerde Louis Solvay een bedrag van 2.800.000 frank in de tuberculosebestrijding. Op 10 maart 1917 drukte hij zijn wens uit tijdens een uiteenzetting over de naoorlogse toestand.
In november 1917 verenigden enkele hooggeplaatste personen (de heren Bordet, Demoor, Hannon, Louis Solvay en Emile Tournay-Solvay en M. Chaoffray) zich in de B.N.V.T. of de Belgische Nationale Vereniging voor Bestrijding der Tuberculose. M. Chaoffray werd secretaris. Doel was een instelling op te richten voor kinderen met de zogenaamde primo infecties (het eerste contact met de bacterie in het lichaam).
Op 11 december 1917 startte de zoektocht naar een geschikte plaats aan de kust onder leiding van de directeur bij het Ministerie van Financiën, de heer Pirson. Hiervoor keek hij uit naar gronden die eigendom van het Vlaams Gewest waren. Zo kwam hij, samen met de vereniging, uit op Klemskerke. Het B.N.V.T. deed het nodige om na Eerste Wereldoorlog meteen te starten. Na de wapenstilstand betrok de vereniging, dankzij het Rode Kruis, tijdelijk de barakken van het veldhospitaal Océan. Hier kreeg een groep van driehonderd kinderen een onderkomen, met als directeur dokter Wettendorf.
Architect Masure tekende in 1920 de plannen van het Zeepreventorium, in 1923 ging de bouw van start en in 1925 openden de (huidige) Solvay-gebouwen de deuren. De voorziening kon vierhonderd kinderen aan, zowel jongens (van 6 tot 12 jaar) als meisjes (van 6 tot 14 jaar). De exploitatie werd toevertrouwd aan de “Association contre la Tuberculose” onder leiding van de (eerste) geneesheer-directeur Denis Coulon. Op 20 augustus 1926 werd het preventorium officieel geopend door Koningin Elisabeth.

### Beginjaren (1925 – 1940)
De heer Denis Coulon zou er blijven tot 1927, waarna dokter Vandersmissen hem tot 1940 opvolgde als medisch directeur. Er verbleven een 350-tal kinderen. Ze kregen er rust, zuivere lucht, zonnekuren, hydrotherapie, baden met verwarmd zeewater, continue medische controle, lichamelijke opvoeding en (lager) onderwijs. Toen de strijd tegen tuberculose effect had en de ziekte afnam bij kinderen, werd er nagedacht om te voorzien in een behandeling voor meisjes met bloedarmoede en groeiproblemen. Ondanks dat de tuberculose verminderde bij kinderen, nam ze toe bij adolescenten. Die werden opgenomen en behandeld in de Hélio-Marin. (Aanvankelijk voor meisjes van 16 tot 21 jaar.)

### Tweede Wereldoorlog
Toen Duitsland op 10 mei 1940 België binnen viel, werd er een uitzetbevel afgekondigd. Op 13 mei 1940 schreef “De Volksgazet” dat het preventorium ontruimd werd. Ouders werden gevraagd hun kinderen binnen de acht dagen op te halen. Kinderen die niet opgehaald werden, zouden in een gelijkaardige instelling ondergebracht worden. Op 19 mei 1940 werd het preventorium geëvacueerd. De overgebleven patiënten werden overgebracht naar De Panne, om op 20 mei 1940 terug te keren naar het preventorium. Tijdens hun afwezigheid werd het preventorium geplunderd.
Beide gebouwen werden in gebruik genomen en brachten er zowel de beenderpatiënten van het Sanatorium Roger de Grimberghe, het leger, als de patiënten van dr. Delchef onder. Enkel rechthebbende patiënten met beendertuberculose werden toegelaten. Patiënten met longtuberculose werden niet aanvaard wegens het besmettingsgevaar. Ook konden er vijfhonderd gekwetste militairen en tweeduizend vluchtelingen terecht. Verder werd het preventorium een plaats waar de gezondheidsdienst van het Belgische leger enkele dagen verbleef. Op de dag van de Belgische overgave werden er 26 brandbommen op het preventorium gevonden. Hiervan kwamen er 24 in de duinen terecht. Op de vooravond van de bezetting, verliet het Belgische leger de gebouwen op bevel.
Tijdens de oorlog werd het preventorium een basis van de Duitse Kriegsmarine, onder het mom van het Rode Kruis. Nog tot aan de afbraak van de Hélio-Marin was het rode kruis te zien op het gebouw, het rode kruis op de Solvay-gebouwen ging weg bij de vernieuwing van het dak.
Door de ligging, dicht bij de haven van Oostende, was De Haan een goede basis voor matrozen in opleiding. De Hélio-Marin werd gebruikt als ziekenhuis voor oorlogsslachtoffers. Op het domein kwamen er bunkers.

### Na de oorlog
De Canadezen bevrijdden op 9 september 1944 De Haan en het preventorium kwam in de handen van de geallieerden. De Hélio-Marin werd een hospitaal voor de gekwetsten van de slag om Walcheren. De Solvay-gebouwen zijn zo beschadigd dat ze pas in 1953 opnieuw gebruikt konden worden.
Toen dr. Fernand Parisel in 1946 aankwam met zijn echtgenote dr. Annie Leclercq en hun kinderen Claire en Roger, troffen ze een lege Hélio-Marin en Solvay-gebouwen aan. Ze vestigden zich in Villa Kos en bleven er tot 7 november 1957. Bij de terugkomst van de patiënten, kwamen ook de onderhouds-, het medisch- en het onderwijzend personeel toe. Aangezien de Solvay-gebouwen nog te zwaar beschadigd waren, werden ze ondergebracht in de Hélio-Marin.
Naast dr. Parisel die er vast verbleef, kwam dr. Blankoff wekelijks langs voor consultaties. Als neus-, keel- en oorspecialist kwam dr. P. Van de Calseyde één keer per maand bij de patiënten.
Dr. Parisel zelf spitst zich toe op chronische orthopedische heelkunde. Toen bestond dit hoofdzakelijk uit beender- en gewrichtstuberculose of kliertuberculose, wat een gevolg was van kinderverlamming, beenmergontsteking of een aangeboren afwijking. Hiermee was de behandeling opnieuw gericht op de bestrijding van tuberculose. Patiënten van alle leeftijden werden vanuit gans België en Luxemburg naar het preventorium gestuurd voor een kuur. Ook werden er regelmatig heelkundige ingrepen uitgevoerd.
Verder was dr. Parisel vanaf 1947 een stagebegeleider voor laatstejaars studenten geneeskunde aan de universiteit ULB. Bij dr. Parisel kregen ze de kans om opgeleid te worden als chirurgen in de orthopedie. Een van die stagiairs was dr. Fernand Alexander.

### Preventorium Georges Born
Het preventorium Georges Born in Wenduine (gebouwd in 1878- 1880 en ook wel Hospices Maritimes genoemd) kreeg vanaf 1969 - in de jaren van Fernand Alexander- een rol in de behandelingen van het Zeepreventorium. In de jaren 70 eindigde de samenwerking en werd het preventorium omgebouwd tot het woonzorgcentrum Duneroze.

### Fernand Alexander
In 1947 kwam Fernand Alexander in het Zeepreventorium werken als stagiair van dr. Parisel. In 1955 volgde hij er dr. René Dupont op als geneesheer-directeur. Met als zijn rechterhand dr. Flahaut en Paul ’t Felt als financieel directeur. Vanaf 1957 werd er geleidelijk aan overgeschakeld naar een astmacentrum. Na de fusie met het preventorium Georges Born, richtten dr. Alexander en de vzw Jeugdzorg in 1962 het Hoger Instituut voor Sociale Studiën (HISS). Onder dr. Alexander werden de kinderen niet behandeld als zieken, zijn visie was om de kinderen een normaal leven te bezorgen. Hen niet laten afhangen van medicatie, maar door sport en buitenactiviteiten astma te bestrijden. Medicatie werd enkel voorzien voor wie zwaar ziek was. Er werd de kinderen verantwoordelijkheidszin aangeleerd. Ze waren verantwoordelijk voor het onderhoud van de slaapzalen, de serre en de kinderhoeve “Zeewinde”. Aan de komst van medicatie tegen astma deed dr. Alexander niet mee, hij bleef geloven in zijn aanpak.
Om voor de zorgen van de 475 kinderen te kunnen instaan, was er een personeelsbestand van een 172 werknemers. Die bestond uit:
- Medisch personeel: 4 geneesheren, 5 verpleegsters, 5 kinesisten en 20 kinderverzorgsters
- 28 onderwijzers
- 40 opvoeders en opvoedsters
- Algemene diensten: 70 bedienden en werklieden

In 1967 kreeg het Zeepreventorium bezoek van Koningin Fabiola. Dankzij de bezoeken en de vooruitstrevende onderwijs kwam het preventorium vaak in de pers en kende het in de jaren zestig een bloeiperiode. De oliecrisis in 1973 luidde een periode van besparingen in. Dr. Alexander stelde alles in het werk om het preventorium draaiende te houden. Zijn beheer en beleid werd echter in vraag gesteld en leidde tot een onderzoek waarop dr. Alexander zelfmoord pleegde in Villa Kos op 30 december 1980, op 53-jarige leeftijd.

### Hilde Franckx
Daarna nam dr. Patrick Debode kortstondig de leiding tot begin 1982 dr. Hilde Franckx het roer overnam. Ze erfde hierbij de nijpende financiële kwestie en moest besparen. Als arts in de kindergeneeskunde bepleitte voor sport, beweging, adem-therapie, ademkinesitherapie en medicatie. In 1990 werd het preventorium een mucoviscidose- en revalidatiecentrum en in 1992 werd Villa Kos een centrum voor de volwassen muco-patiënten. Later kwamen er obesitas, huidaandoeningen, hypotrofie en endocrinologische stoornissen bij. Begin 1993 werd de inkomhal vernieuwd en startte de renovatie van de oudste gebouwen. Op 4 juli 2001 werd Hilde Franckx tot Barones gehuldigd en op 17 juni 2002 ontving ze Prinses Mathilde.

### Actueel
Sinds maart 2006 is Bruno Wattiez belast met het bestuur als algemeen directeur. Eind 2019 werden professor Christiane De Boeck tot medisch coördinator en Nick Marlein tot directeur patiëntenzorg benoemd.

## Gebouw
Het Zeepreventorium behoort sinds 2012 tot bouwkundig erfgoed.

### Solvay-gebouw
Het Solvay-gebouw is het hoofdgebouw en genoemd naar de familie die het preventorium oprichtte: een groot symmetrisch gebouw, met de hoofdingang aan de rechterkant. De hoofdingang zou later het centrale deel innemen. In het begin was één slaapzaal per sectie. Na de Tweede Wereldoorlog werden de slaapzalen opgesplitst in drie grote en twee kleinere slaapzalen per sectie. De kapel maakte in de jaren zeventig plaats voor een sportzaal. Andere ruimtes waren onder andere de keuken, linnenkamer en de sanitaire voorzieningen. Naast de binnenruimten waren er zonnegalerijen die het genezingsproces stimuleerden. Met de sluiting van het medisch paviljoen, de Hélio-Marin, werden de praktijkruimtes, het labo en de onderzoeksruimten overgeplaatst naar het hoofdgebouw.

### Villa Kantekraai
Villa Kantekraai werd mee opgebouwd samen met het hoofdgebouw. Het was gebruikelijk dat de geneesheer in een villa op het domein verbleef. In 1926 was dit voor dokter Vandersmissen Villa Kantekraai, ten westen van het hoofdgebouw. Later werd het gebouw gebruikt door de personeelsdienst en administratie. De villa werd in 2006 afgebroken om plaats te maken voor het nieuwe gebouw.

### De tunnel
De tunnel van 30 meter verbindt het Solvay-gebouw met het strand. De muurschilderijen zijn virtueel te bezoeken. Deze werden aangebracht, naar aanleiding van het kunstproject Beaufort 2009, door het Chileenss kunstenaarscollectief Brigada Ramona Parra samen met de kinderen van het preventorium.

### De infirmerie
Al snel barstte het hoofdgebouw uit z’n voegen. Daarom werd in 1935 de Infirmerie bijgebouwd en in 1936 in gebruik genomen. Het is een kleine kopie van het latere Hélio-Marin met dezelfde soort stenen en de U-vorm. De U-vorm diende om het therapeutische zonlicht zoveel mogelijk binnen te krijgen. Kinderen in de infirmerie leden voornamelijk aan tuberculose, weliswaar in een vroeg, niet besmettelijk stadium. De ziekte was te genezen door gezonde voeding, buitenlucht en zon. Wegens het Belgische weer werd er een kunstmatig strand aangelegd voor een kuur U.V. zonnestralen. Later werd de infirmerie als school gebruikt met de naam ‘”Zeelyceum”.

### Hélio-Marin
De Hélio-Marin werd gebouwd in 1938 en afgewerkt in 1940. Aangezien de tijdstip van de afwerking, werd het gebouw in de beginne als militair hospitaal gebruikt en opgeëist door de Duitsers. De Hélio-Marin werd onafhankelijk van het Zeepreventorium gebouwd, ondanks dat ze op enkele meters van elkaar en op hetzelfde terrein stonden. Het doel van de Hélio-Marin was om beentuberculose bij volwassenen te genezen. Het was een sanatorium, geen preventorium. Na de fusie in 1957 met het Zeepreventorium kreeg de Hélio-Marin de naam Paviljoen Joséphine Charlotte. Een andere benaming is het Medisch Paviljoen.
Het was een grote kopie van de infirmerie, met dezelfde architect Masure, architect van de Vereniging en van het Nationaal Werk. Alle kamers waren naar het zuiden gericht, op ieder verdiep was er een zonnegalerij om van zo veel mogelijk zon gebruik te kunnen maken.
Op het eerste verdiep was er een kliniek met operatiezalen en consultatieruimtes. Het bevatte alle medische diensten, zoals de pneumologie, bloedonderzoek, radiologie, tandarts en kinesitherapie. Met 200 bedden voor de adolescenten was er een apart verdiep voor de vrouwen en de mannen, met elk hun eigen kamer. Er was een huishoudschool voorzien. In de operatiezalen werden er regelmatig heelkundige ingrepen uitgevoerd. Later gaf het onderdak aan het personeel van het Zeepreventorium.
In 1962 werd er gestart aan de bouw van een therapeutisch zwembad, met verwarmd zeewater. Hiervoor werd er een leiding van de zee naar het paviljoen gelegd. In juni 1963 was het zwembad klaar en werd het in juli feestelijk ingehuldigd. In 2000 moest het zwembad sluiten omdat het niet voldeed aan de VLAREM-II milieunormen. Intussen bevindt er zich een nieuw zwembad.

### Kos
Gestart met bouwen in 1936 diende dit als woonplaats van de hoofdgeneesheer van de Hélio-Marin. Zo zou het een woonst bieden aan dr. Parisel en dr. Alexander. Tot op heden staat Villa Kos er nog en doet dienst als open centrum voor volwassen mucoviscidosepatiënten.

### Tritonzaal
De Tritonzaal in het Solvay-gebouw werd in 1965 gebouwd ter vervanging van de feesttent die gebruikt werd voor de sprookjesnachten. Eind de jaren zestig werden de loges en een technische ruimte bijgebouwd. Deze feest-, projectie- en sportzaal is de grootste in De Haan. Hier vonden de binnenopnames plaats van de film “Franz” van Jacques Brel.

### Terrein
Het Zeepreventorium strekte zich in 1937 uit over 12 hectare en 45 are. Tegenwoordig is het terrein 129.760 m² groot. Het wordt gebruikt als sportterrein, hinderissenparcours, speeltuin, kinderhoeve, concerten, kuuroord. Er was ook een serre en drukkerij. De serre maakte plaats voor de nieuwbouw en de drukkerij is intussen een schrijnwerkerij. Ten westen van het Zeepreventorium bevindt zich in de duinen een beschermd natuur- en vogelreservaat De Kijkuit. beheerd door Natuurpunt.

### Nieuwbouw

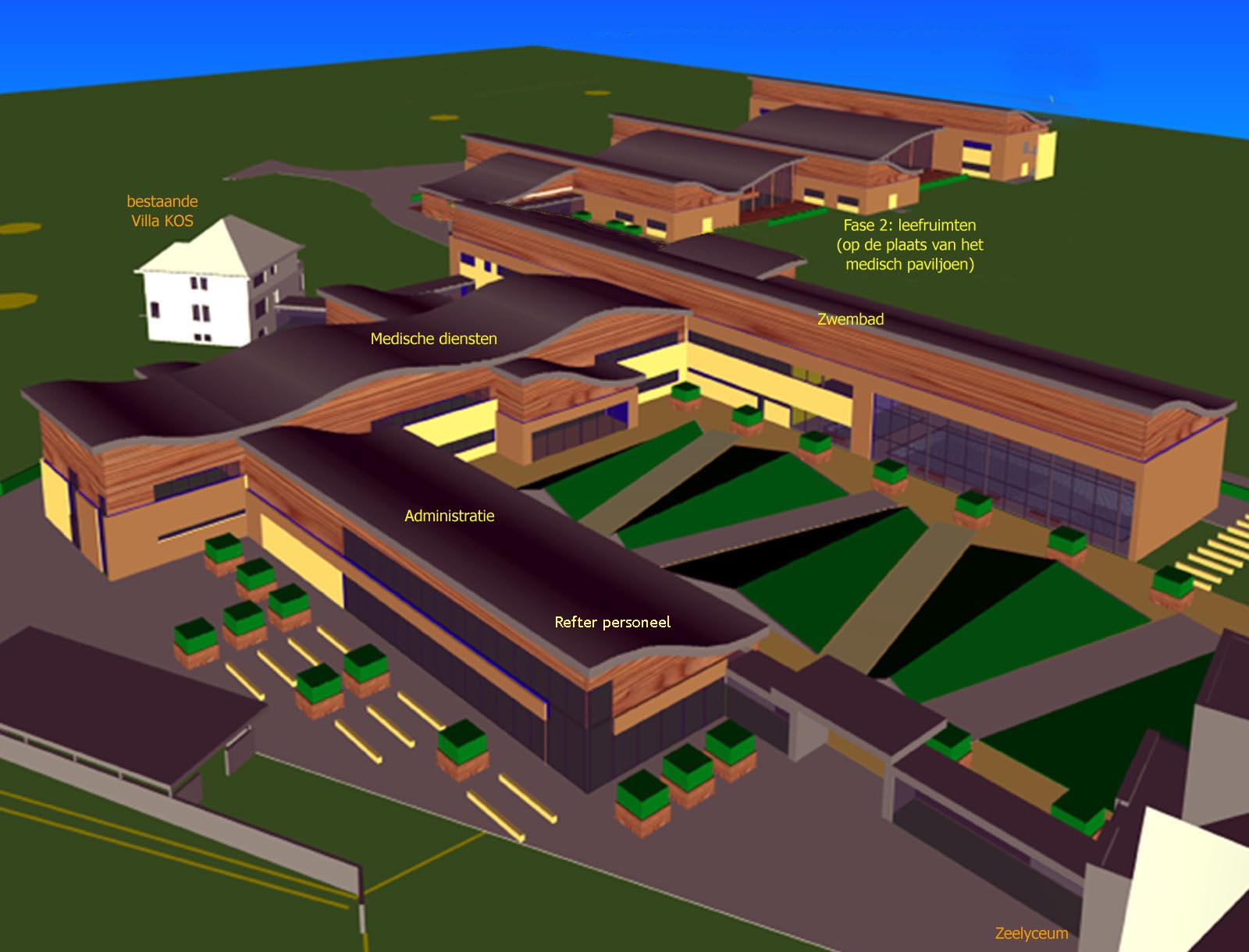
kaart van de nieuwbouw

In 2006 startten de afbraak werken van Villa Kantekraai en Hélio-Marin om plaats te maken voor de nieuwbouw, in 2009 opgeleverd. Daar verblijven de kinderen met chronische aandoeningen. Kinderen met obesitas verblijven in het Solvay-gebouw.

## Financiering
Het Zeepreventorium ontvangt overheidssteun om de basiskosten te dekken. Verder zijn ze afhankelijk van sponsors en weldoeners voor de werking en extra’s.

## Logo
Door de jaren heen is het logo van het Zeepreventorium verscheidene keren gewijzigd. In de beginjaren was dit de naam zelf, nl. Zeepreventorium. In de jaren 60 werd het logo gekenmerkt door het kruis van Lotharingen, dat tevens het symbool was van de Belgische vereniging tegen tuberculose. Dit was overgenomen van het Hélio-Marin, waarmee het preventorium fusioneerde. Later werd het logo ingekort tot ‘ZPM’ (Zeepreventorium - Préventorium Marin). In 1970 veranderde het logo naar een driehoekig oranje teken met een “a” erin, de “a” stond voor astmacentrum. Om later aangepast te worden door een logo gekenmerkt door een kind met golven. Dit logo werd ontworpen door het personeel en tot 2009 gebruikt. Sinds 2012 gebruikt het preventorium het logo dat de “zee” benadrukt. Ook de trainingspakken hadden er vroeger een apart logo.

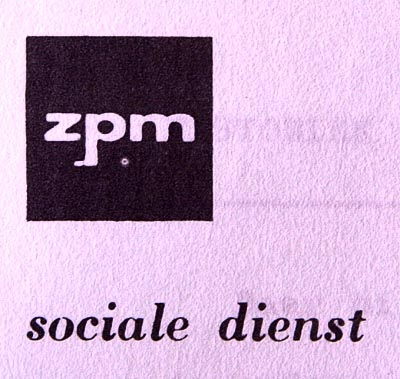
Logo ZPM
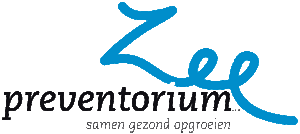
Huidig logo

## Behandelingen

### Kuren
De drie kuren die in de beginjaren gebruikt werden, waren een zomerkuur, zeeluchtkuur en zeebadenkuur. Ze vormden de basis voor de genezing van tuberculose. De Franse dokters Jaubert en Rivier noemden deze kurenverzameling “une cure hélio-marine” en bevestigden het gunstige effect had op bepaalde astmavormen. Vandaaruit was het een kleine stap naar een astmacentrum. Eind de jaren vijftig werden de resterende patiënten met tuberculose overgebracht naar het KEI in Oostduinkerke en specialiseerde het preventorium zich in astma. In de jaren negentig startte het preventorium met de behandeling van obesitas patiënten.

Kinesitherapie, drainage, ademkine, beweging en sport waren onderdelen van de behandeling. Intussen wordt er een multidisciplinaire aanpak gehanteerd. Het Zeepreventorium beschikt ook over een eigen onderzoekscentrum, waar wetenschappelijk onderzoek uitgevoerd wordt naar de effectiviteit van materialen, methoden en programma’s.

### Aandoeningen
In het Zeepreventorium werden en worden o.m. volgende aandoeningen behandeld:
- Aandoeningen van de luchtwegen: zoals astma, mucoviscidose, afwijkingen aan de luchtwegen, recidiverende bronchitis/longontstekingen, recidiverende keel-neus-ooraandoeningen, tuberculose, sarcoïdose
- Huidaandoeningen: eczeem, psoriasis, ichtyosis, xerosis
- Obesitas – hypotrofie
- Chronische pijn/vermoeidheid
- Andere chronische aandoeningen zoals endocrinologische stoornissen, reumatologische aandoeningen, …

## School
Sinds de jaren ’60 is het voor kinderen, opgenomen in het Zeepreventorium, mogelijk om hun onderwijs verder te zetten. Omdat de kinderen niet naar hun gekende school kunnen tijdens hun behandeling en opname, kunnen ze ook in het Zeepreventorium naar school. De infirmerie was het gebouw waar de meeste klassen gehuisvest werden. Een deel was vroeger ook in het Medisch Paviljoen terug te vinden, dit waren dan hoofdzakelijk de klassen van het Franstalig onderwijs.
Het type onderwijs die er gegeven wordt behoort tot het buitengewoon onderwijs type 5, ziekenhuisonderwijs. Ook nu nog is het onderwijs afgestemd op de noden en mogelijkheden van de patiënten. Tot op heden bevat het Zeepreventorium nog 2 scholen: het Zeelyceum en Basisschool Aan Zee.
Er is een continue wisselwerking van informatie tussen de scholen en het Zeepreventorium. Dit is van belang om de behandelingen en het leerplan met elkaar te kunnen afstemmen.

### Zeelyceum
Het secundair onderwijs voor jongeren tussen 12 en 18 jaar, gaat (nog steeds) door in het Zeelyceum. Hier krijgen ze voltijds onderwijs. Er worden lessen gegeven in zowel het Nederlands als het Frans. Sinds 1998 is het Zeelyceum aangesloten bij GO!

#### Hierdoenzenikx
Het gebouw Hierdoenzenikx werd in de jaren 70 gebouwd, zonder bouwvergunning, in de duinen. Het was bestemd voor het kunstonderwijs. Wegens het gebrek aan veiligheid, door de druk van het zand, werd het gebouw eind de jaren 90 afgebroken.

### Paaldorp
Het paaldorp was een groep kleine, zich op enige hoogte bevindende houten huisjes bestaande uit aaneengehaakte boomstammen met diameters van ongeveer 10 tot 15 centimeter. Deze huisjes waren verbonden door loopbruggen die ook waren samengesteld uit aaneengehaakte boomstammen. Het paaldorp besloeg ongeveer 150 vierkante meter van het terrein en bevond zich iets ten zuidwesten van het hoofdgebouw. Het paaldorp werd eind de jaren 70 afgebroken.

### Basisschool Aan Zee
Waar het Zeelyceum les gaf en geeft aan jongeren, was ’t Zeegat bestemd voor het lager onderwijs. Kinderen tussen 2,5 tot maximum 14 jaar konden hier terecht. Intussen is ’t Zeegat omgevormd tot Basisschool Aan Zee.

#### De Franck Pourcel klassen
De school werd in 1969 uitgebreid met de bouw van de Franck Pourcel klassen. Hier zou ’t Zeegat komen.

### La Ruche
De Franstalige kinderen konden tot juni 2021 terecht in de Franstalige basisschool La Ruche.

### De kussenklassen
In oktober 1964 werden de kussenklassen geïntroduceerd, om in september 1965 te worden veralgemeend. Lessen gingen niet door in klassieke klaslokalen met banken en een leraar op een verhoogje. Iedereen zat er op kussens, met geplooide knieën onder kleine bijzettafeltjes. Leunen tegen de muur was ten strengste verboden. Zo ook de leerkrachten bij gemeenschappelijke taken. Zo vaak mogelijk gingen de lessen ook buiten door.
Intussen bestaan de kussenklassen niet meer en werd er plaats gemaakt voor klassieke klaslokalen.

### HISS
In 1962 richtte de vzw Jeugdzorg, onder het toedoen van Fernand Alexander, de HISS op: het Hoger Instituut voor Sociale Studiën. Een tijdje werd er ook de richting HIPO (Hoger Instituut voor Pedagogiek en Onderwijskunde) gehuisvest. Met acht studenten startte de HISS op 18 september 1962 en kende in z’n topjaren een 50-tal studenten in het eerste jaar. Het traject van 3 jaar ging aanvankelijk door in het Medisch Paviljoen. Later kwam het HISS-gebouw met een auditorium en een conversationpit. De HISS-studenten werkten als opvoeders in het zeepreventorium, waar ze mammies en pappies genoemd werden. De studenten werden vaak ingeschakeld voor klusjes. Vanaf het tweede jaar verdienden ze een 'presalaris'. Net zoals de patiënten, hoofgeneesheren en personeelsleden verbleven de studenten op het terrein van het Zeepreventorium. Hun studentenvereniging “Zandstuyvers” organiseerde jaarlijks een “Zeebal” in de Tritonzaal. In 2001 sloot de HISS wegens te kleinschalig. De opleiding verhuisde naar de HOWEST Brugge, afdeling Oostende. Het gebouw werd nog tot 2006 enige tijd gebruikt door de medische diensten.

### Het preventorium in beeld
In de loop der jaren werden er films en reportages gemaakt in en over het Zeepreventorium.
- Film: Franz
- Kortfilm: Het huis in de duinen
- Film: Gemeenschap “A”
- Film: De andere kant van de tunnel
- YouTube Zeepreventorium virtuele rondleiding
- YouTube Zeepreventorium vanuit de lucht
- YouTube Dag in het leven – leefgroep D